# War Thunder
| Системные требования | Системные требования                                                                | Системные требования                                                             |
| -------------------- | ----------------------------------------------------------------------------------- | -------------------------------------------------------------------------------- |
|                      | Минимальные                                                                         | Рекомендуемые                                                                    |
| PC                   |                                                                                     |                                                                                  |
| ОС                   | Windows 7, Windows 8, Windows 10                                                    | Windows 10, Windows 11                                                           |
| ЦПУ                  | 2,2 ГГЦ                                                                             | Core i5 или Ryzen 5 3600                                                         |
| Объём ОЗУ            | 4 ГБ                                                                                | 16 ГБ                                                                            |
| Место на диске       | 17 Гб                                                                               | 95 Гб                                                                            |
| Видеокарта           | видеокарта с поддержкой DirectX 10.1: NVIDIA GeForce GTX 660 или AMD Radeon HD 77XX | видеокарта с поддержкой DirectX 11 и выше: NVIDIA GeForce 1060 или Radeon RX 570 |
| Сеть                 | постоянное интернет-соединение                                                      | постоянное интернет-соединение                                                   |

War Thunder (с англ. — «Гром войны») — компьютерная многопользовательская онлайн-игра с элементами симулятора, посвящённая авиации, бронетехнике и флоту довоенного периода, а также Второй мировой войны и послевоенного периода. Проект разрабатывается и издаётся компанией Gaijin Entertainment.

## Игровой процесс
War Thunder посвящена боям в воздухе, на суше и на море, при этом наземная, воздушная или морская техника могут сражаться вместе, в одной игровой сессии. В игре воссоздана техника XX и XXI века: военно-морские корабли времен Первой мировой войны, техника межвоенного периода и времен гражданской войны в Испании, Второй мировой войны, войны во Вьетнаме, Холодной войны, войны в Ираке и современных конфликтов. Игроки могут управлять самолётами, наземной техникой и военными кораблями СССР, Германии, США, России, Великобритании и Японии, а также стран с меньшими вооружёнными силами или менее заметными в конфликтах, таких как Италия, Франция, Китай, Швеция, ЮАР, Венгрия и Израиль.
Транспортные средства делятся на три основные категории: авиация, наземный транспорт и флот, а игровые режимы делятся на аркадный, реалистичный и симуляторный. Авиация делится на самолёты и вертолёты, а флот делится между крупным и малым, где крупный представляет корабли размером от эсминцев до линкоров и линейных крейсеров, а малый — это небольшие корабли, такие как торпедные катера, моторные канонерские лодки, морские охотники и фрегаты. Также доступен однопользовательский режим, в котором основное внимание уделяется историческим битвам, а также кооперативный режим для сражений с наземной техникой и самолётами.

### Режимы игры
В War Thunder игрокам доступны различные игровые режимы.
Многопользовательские сессионные сражения — бои, где две команды, в каждой из которых от 6 до 16 игроков сражаются между собой, выполняя поставленные задачи — захват аэродромов/баз, защита/атака территорий. Помимо завершения по выполнению поставленной задачи, бой также заканчивается, если в одной из команд были уничтожены вся техника и/или все игроки покинули бой.
Одиночные и кооперативные миссии — бои, где противником выступает техника, управляемая искусственным интеллектом. Задачей игрока может быть как уничтожение всей вражеской техники, так и выполнение специальных заданий.
События — тип боёв, где игрокам отводится определённое историческое событие с фиксированным выбором техники.
Все игровые режимы делятся на аркадные, симуляторные и реалистичные. 17 марта 2017 года вышел патч 1.67 «Штурм», названный в честь нового режима — «Штурм».
- Воздушные бои
  - Аркадный режим является самым простым в освоении. Имеются: маркер упреждения, маркеры над самолётами, вид от 3-го лица, пополнение снарядов в полёте, более простая лётная модель. Бои проходят быстро и динамично. Возрождаться можно на всех самолётах сетапа по 1 разу (по 2 раза, при наличии дублёров). Представители одной нации могут попасть в разные команды.
  - Реалистичный режим является более сложным, подходит более опытным игрокам. Имеются: маркеры над самолётами, вид от 3-го лица. Пополнение боеприпасов происходит только на аэродроме. Доступно только 1 возрождение на самолёте, который был выбран в ангаре. Представители одной нации попадают в одну команду.
  - Противостояние (симуляторный режим) является самым сложным и долгим режимом. Вид только от 1-го лица. Маркеры отсутствуют. Доступно неограниченное количество возрождений за Серебряные львы. Представители одной нации попадают в одну команду.
- Танковые (совместные) бои:
  - Аркадный режим является самым простым в освоении. Имеются: маркеры над всеми танками, индикатор баллистики и вероятности пробития, увеличенная скорость и манёвренность танков, возможность продолжать движение через 10 сек. после поломки двигателя без ремонта, но со штрафом в мощности. Доступно 3 возрождения на танках. В процессе игры накапливаются очки возрождения для самолётов, при использовании которых игроку выдаётся случайный самолёт выбранного класса подходящий по Боевому Рейтингу. Представители одной нации могут попасть в разные команды.
  - Реалистичный режим, по аналогии с воздушными боями, является более сложным в освоении. В отличие от АБ: отсутствуют маркеры противников и бронепробития, все ТТХ соответствуют реальным, игроки за одну нацию попадают в одну команду, повреждённые модули выходят из строя до полной починки. Можно использовать собственные самолёты. Возрождения ограничены не по экипажам, а по ОВ (очкам возрождения).
  - Симуляторный режим во многом схож с реалистичным. В отличие от последнего в СБ: камера от третьего лица закреплена над башней (командиром), прицел расположен в соответствии с реальным положением, отсутствуют какие-либо маркеры, у игрока есть лишь одно возрождение на наземной технике (два — на лёгких и средних танках) и одно на воздушной. В новом обновлении[когда?] введены новые правила режима: выдаётся 1000 ОВ (очков возрождения) и распределяется игроком в течение всего боя, маркеры союзников (тестовый режим).
- Морские сражения
  - Аркадный режим, по аналогии с воздушными и танковыми боями, предназначен для новичков и прост в освоении. Техника имеет повышенные характеристики скорости, отображаются маркеры над всеми игроками, автоматическая коррекция дальности, показ упреждения для крупнокалиберного вооружения. Израсходованные боеприпасы перезаряжаются через некоторое время.
  - Реалистичный режим — отсутствуют маркеры над игроками, пополнение вооружения, а также автоматическая коррекция дальности до противника. Скорость техники уменьшена.
- Штурм
  - Штурм. Воздушная аркада является новым режимом в игре. Суть заключается в том, что команда игроков на самолётах любых наций обороняет свою базу от поочерёдного нашествия вражеских бомбардировщиков и штурмовиков под управлением ИИ. Игрок может использовать всю технику, которую взял в бой. Каждый день за первую игру в Штурм игрок получает «Боевой трофей».
  - Штурм. Танковая аркада представляет собой то же, что и Ш.ВА, только на танках. Задачи игроков: удержать стратегическую точку до конца боя. Противники могут захватывать точку (у вашей команды будут убывать очки).

### Экономика и монетизация
Игра построена на модели free-to-play с мультивалютной внутриигровой системой, включающей базовую валюту «Серебряные львы», получаемую в процессе игры и премиумную валюту «Золотые орлы», которую можно получить за реальные деньги или в специальных акциях. Быстрая прокачка навыков и премиумная техника доступны только за премиумную валюту, в то время как базовая используется для приобретения обычной техники и модификаций, ремонта, пополнения боеприпасов и прочего. В игре также введены «Военные облигации» и «Gaijin Coins», с внутренними правилами конвертации и использования для взаиморасчетов между игроками.

### Модель повреждений
Вместо привычных очков здоровья в игре реализована модульная система повреждений, в которой каждый элемент конструкции танка имеет свои собственные очки здоровья. Ущерб, нанесённый вражеской технике, зависит от типа орудия и снаряда, точки попадания и брони. В параметры самого орудия входят такие величины, как разброс и предельная техническая скорострельность орудия. Снаряды имеют различные характеристики: массу, калибр, начальную скорость, осколочное действие, мощность взрыва и бронепробиваемость. Для различных типов снарядов учитываются разные величины пробиваемости по наклонной броне, а также разные шансы рикошета. Так, бронебойные калиберные и подкалиберные снаряды имеют меньшие величины бронепробиваемости по броне, установленной под углом и чаще склонны к рикошету, чем, например, кумулятивные боеприпасы. Также тип боеприпаса влияет на поражающую способность на более высоких дистанциях: кинетические (бронебойные), как правило, с увеличением дистанции теряют скорость, из-за чего их величина пробиваемости снижается; на химические (осколочно-фугасные и кумулятивные) боеприпасы дистанция никак не влияет. При попадании учитываются характеристики разнообразных типов материалов — стекло, бронированное стекло, дерево, различный тип металлов как авиационных, так и танковых. Например: 80 мм слой литой брони будет эквивалентен примерно 75 мм катаной брони. Одним из важнейших вопросов является определение точки попадания в противника. Если попадание разрушит один из модулей вражеского танка, самолёта, вертолёта или корабля, это немедленно отразится на боеспособности машины противника. Кроме того, пострадать может не только машина, но и экипаж. В игре присутствует механика «избыточного давления», при котором техника, получившая урон от снаряда с тротиловым эквивалентом больше 250 г, теряет экипаж в случае попадания по достаточно тонкой области брони или по башне над крышей корпуса (толщина проламываемой брони и возможность уничтожения в крышу при попадании в башню зависит от количества взрывчатки в снаряде).

### Карты
В игре представлены более 50 различных карт для авиации, наземной техники и флота. Самолётные карты заметно больше танковых и могут занимать площадь более 15000 квадратных километров. Многие игровые карты воссоздают реальные поля сражений Второй мировой: Волоколамск, Сталинград, Курская дуга, Берлин, Польша, Нормандия, Линия Мажино, Япония, Италия, Переправа через Рейн, Арденны, Моздок и т. д., а также послевоенных: Вьетнам, Корея и т. д.

## Разработка и релиз
Разработка нового глобального онлайн-авиасимулятора началась с 2009 года. У компании уже был богатый опыт в разработке авиасимуляторов — Ил-2 Штурмовик: Крылатые хищники, Apache: Air Assault и Birds of Steel. 1 апреля 2011 года был анонсирован проект World of Planes. Некоторые игровые СМИ восприняли и ретранслировали этот анонс как первоапрельскую шутку, однако новость оказалась правдивой: Gaijin Entertainment подтвердили факт разработки World of Planes — массового многопользовательского авиасимулятора. На протяжении 2011—2012 проводились закрытые альфа- и бета-тестирования.
24 января 2012 года разработчик и издатель игры Gaijin Entertainment объявил об изменении официального названия проекта на «War Thunder» в связи с тем, что в дальнейшем игровая вселенная будет расширена за рамки авиасимулятора и даст возможность управлять также и наземной, и морской техникой в одном бою, это также связано с тем, что компания Wargaming.net разрабатывала игру World of Warplanes. В этот же день был перезапущен официальный сайт игры; 1 ноября 2012 года стартовал открытый бета тест игры, а 15 августа 2013 года игра вышла в релиз.
15 мая 2014 года, после года закрытого бета-тестирования, вышло обновление, в котором наземная техника стала доступна всем игрокам в открытом бета-тестировании. С 6 ноября 2014 года игра стала доступна на операционной системе Linux для 64-битных систем. 19 июня 2018 года игра появилась в раннем доступе на Xbox One.
Игра War Thunder — первая игра для PS4, поддерживающая клавиатуру и мышь, использующая возможность PlayStation Eye для поворота головы в игре и разрешающая кроссплатформенный мультиплеер: игроки на PS4 могут играть в одной сессии с игроками на ПК. War Thunder поддерживает ряд шлемов виртуальной реальности, в том числе Oculus Rift, HTC Vive и Windows Mixed Reality.
16 ноября 2020 года вышло крупнейшее обновление в истории War Thunder, с выпуском которого игровой движок Dagor Engine обновился до версии 6.0, благодаря чему улучшилась графическая составляющая игры — были введены новые и переработаны эффекты для авиации, наземной техники и флота. Были введены первые самолёты вертикального взлёта и посадки, новые танки и корабли, была введена новая карта и переработаны уже имеющиеся карты в игре, были переработаны звуковые эффекты. Также в этот же день состоялся релиз особой версии игры на игровых приставках PlayStation 5 и Xbox Series X/S.
В 2023 году вышла мобильная версия для iOS и Android под названием War Thunder Mobile.

## Отзывы и рецензии
| Сводный рейтинг                    | Сводный рейтинг |
| Агрегатор                          | Оценка |
| ---------------------------------- | --- |
| GameRankings                       | 74,30 % |
| Metacritic                         | PC: 81/100 PS4: 76/100 XONE: 80/100                                                                                |
| Иноязычные издания                 | |
| Издание                            | Оценка |
| Eurogamer                          | 9/10 |
| GameSpot                           | 8/10 |
| IGN                                | 7,2 |
| PC Gamer (US)                      | 78/100 |
| Русскоязычные издания              | |
| Издание                            | Оценка |
| 3DNews                             | 8/10 |
| PlayGround.ru                      | 8,0/10 |
| StopGame.ru                        | Похвально |
| «Игромания»                        | 8,5/10 |
| «Игры Mail.ru»                     | 8/10 |
| Награды                            | |
| Издание                            | Награда |
| Gamescom                           | Лучшая симуляторная игра (2013)                                                                                    |
| Russian Game Developers Conference | Лучший разработчик, Лучшая Игра, Лучшие технологии, Лучшее звуковое сопровождение (2013)                           |
| Книга рекордов Гиннесса            | - Большое кол-во самолётов в симуляторе (2014) - Большинство игроков онлайн на сервере Полетного Симулятора (2014) |

Игра победила на gamescom 2013 в номинации «Лучший симулятор»; получила четыре награды на КРИ 2013, в том числе была признана лучшей игрой выставки.
Журнал «Игромания» назвал War Thunder «прорывом года» (2013).
Издание GameMag в своём обзоре подчёркивало, что даже несмотря на высокую детализацию моделей и высокое качество графики, игра уверенно чувствует себя и на компьютерах средней мощности.
Сайт Игры@Mail.Ru в обзоре наземной части War Thunder положительно оценивал совместные бои танков и самолётов. Автор рецензии признаётся, что «бои в игре выглядят очень весело и насыщенно», так как по ходу сражения «за обстановкой приходится следить не только на земле, но и в воздухе».
Журнал «Игромания» выражал уверенность, что в будущем, «объединив воздушные силы, армию и флот, War Thunder обещает стать самой масштабной военно-исторической MMO на тему Второй мировой».
Летом 2018 года благодаря уязвимости в защите Steam Web API стало известно, что точное количество пользователей сервиса Steam, которые играли в игру хотя бы один раз, составляет 9 536 732 человек.
В марте 2022 года на ежегодной премии LUDI Awards, организованной российскими сайтами Канобу и Игромания, игра заняла 3 место в категории «Обновление года» и 3 место в категории «Лучшая игра-сервис».